# 徐源 (成化進士)
徐源（1440年—1515年），字仲山，號椒園道人，南直隸蘇州府長洲縣人，民籍，明朝政治人物。

## 生平
成化元年（1465年）乙酉科應天鄉試第五十一名舉人，十一年（1475年）中式乙未科會試第八十一名，二甲第五十七名進士。授工部都水司主事，升兵部郎中，弘治六年（1493年）三月升廣東布政使司左參政，十年（1497年）八月升浙江右布政使，十二年（1499年）升湖廣左布政使，十三年（1500年）升都察院右副都御史、巡撫山東，十八年（1505年）致仕。正德十年（1515年）正月去世。著有《瓜涇集》。

## 家族
曾祖徐貴三；祖父徐文質；父徐諒。孫徐禎。